# Kostel svatého Mikuláše (Dlouhá Ves)
Kostel svatého Mikuláše je filiální kostel v římskokatolické farnosti Pohled, nachází se na v centru obce Dlouhá Ves v areálu hřbitova. Kostel je jednolodní gotická stavba obdélného půdorysu se sakristií na severní straně kostela a předsíní na jižní straně a s malou věží. Kolem kostela se nachází hřbitov s márnicí. Kostel je v chráněn jako kulturní památka České republiky.

## Historie
Kostel byl postaven jako gotický kolem roku 1260. V roce 1335 se kostel stal farním ve vlastní farnosti, do té doby sloužil jako filiální kostel šlapanovské farnosti. Ve 14. století v kostele působili faráří, později již nikoli a kostel tak nebyl farním. Od roku 1643 je kostel součástí farnosti v Pohledu. Kostel byl přestavěn v 17. století a následně v roce 1761 stavebně upraven. Roku 1782 se stal kostel součástí náboženského fondu.
Mezi lety 2006 a 2010 došlo k rekonstrukci márnice u kostela.